# Urothraupis stolzmanni
Urothraupis stolzmanni е вид птица от семейство Тангарови (Thraupidae), единствен представител на род Urothraupis.

## Разпространение
Видът е разпространен в Еквадор и Колумбия.